# Nécropolitique
La nécropolitique est un terme, introduit en 2003 par Achille Mbembe, qui se penche sur la manière dont le pouvoir politique et social est utilisé pour réguler la vie et la mort. Mbembe y explore les dimensions de la souveraineté et du pouvoir à travers le prisme de la mort, un aspect souvent occulté dans les analyses traditionnelles du pouvoir d’État.

## Origine du concept
Achille Mbembe a été le premier à explorer en profondeur le terme de nécropolitique dans son article intitulé du même nom, paru en 2003 dans la revue américaine Public Culture. Dans cet article, Mbembe identifie le racisme comme un moteur principal de la nécropolitique, affirmant que la vie des personnes racialisées est systématiquement dévalorisée et habituée à la perte. En analysant la souveraineté et le pouvoir sous un nouvel angle, il développe ce concept en réaction aux événements du 11 septembre 2001 et à la guerre contre le terrorisme, mettant en lumière les nouvelles formes d'occupation militaire des territoires, principalement non occidentaux. Il examine comment le pouvoir peut influencer la vie en exerçant un droit sur la mort, un processus qu'il qualifie de 'politique de la mort'.
La traduction française de l'article, effectuée par Émilie Cousin, Sandrine Lefranc et Eleni Varikas, a été publiée en 2006 dans la revue Raison politiques, contribuant ainsi à sa diffusion dans les cercles académiques francophones.
Lors de la conférence « Esthétique et violence, nécropolitique, militarisation et vies pleurées » au Mexique en 2011, Mbembe a souligné que l'élaboration de l'article avait débuté juste après les attaques du 11 septembre 2001, apportant ainsi un éclairage supplémentaire sur l'origine et la pertinence du concept.

## Analyse et répercussions
Le concept de nécropolitique englobe le droit d'imposer la mort sociale ou civile, l'asservissement, et diverses formes de violence politique. Dans cette optique, Mbembe redéfinit la souveraineté, la considérant non plus comme limitée aux frontières géographiques, mais comme le pouvoir de gouverner la vie, allant au-delà de la simple mortalité.
Dans son analyse, Mbembe, se focalisant sur les dynamiques politiques et sociales, notamment en Afrique, aborde l'usage de la mort par les États comme instrument de domination à travers l'esclavage, l'apartheid, et la colonisation, et met en lumière leurs conséquences significatives. Il se penche également sur la Palestine et les kamikazes pour souligner les applications concrètes de la nécropolitique.
Mbembe étend le concept au-delà des frontières de la mort physique, en intégrant les dimensions sociales et politiques. Il conceptualise les 'morts-vivants', individus dépossédés de l'autonomie sur leur propre corps, oscillant dans un espace intermédiaire entre existence et disparition.
Il identifie par ailleurs des 'dispositifs' spécifiques au sein de la nécropolitique, qu'il désigne sous le terme de 'machines de guerre'. Ces mécanismes dépassent la simple discipline, englobant des stratégies économiques et collectives, telles que les massacres. Ainsi, il redéfinit la souveraineté, la considérant comme le pouvoir d'influencer tant la vie que la mort, au-delà des frontières nationales ou religieuses.
La pertinence du concept de nécropolitique, selon Mbembe, réside dans son apport à la compréhension des dynamiques de pouvoir et de résistance au sein des structures sociales et politiques actuelles, dépassant ainsi les théories traditionnelles du biopouvoir et de la biopolitique formulées par Foucault.

## Utilité du concept
La nécropolitique joue un rôle significatif dans le domaine académique, notamment en sociologie, philosophie, sciences politiques et études postcoloniales. Ce concept sert à examiner une variété de thèmes, dont la démocratie, le terrorisme, l'économie et l'émergence de l'extrême droite en Europe, en se focalisant souvent sur les thèmes de l'exclusion et de l'impact de la mort dans les contextes sociaux et économiques,.

Dans le champ de la sociologie, Frédéric Le Marcis a exploré le système carcéral africain contemporain comme un exemple de l'application de la nécropolitique. Il analyse la vie en prison comme une expression de la mort orchestrée par l'État, mettant en évidence des enjeux tels que la malnutrition, le déficit en soins de santé, et l'omission des violences entre détenus. Le Marcis aborde également la question du racisme, un élément central dans le cadre du biopouvoir de Foucault, en relation avec le système carcéral, en se concentrant sur la manière dont les homicides et suicides parmi les détenus sont parfois minimisés

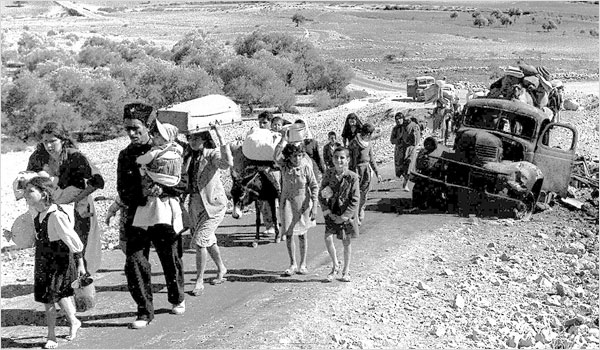
Réfugiés palestiniens, 1948

Ilana Feldman utilise l'exemple des réfugiés palestiniens en situation de déplacement prolongé pour mettre en lumière l'aspect nécropolitique des institutions étatiques. Elle décrit les conséquences d'une combinaison de leadership inadéquat, de services insuffisants dans les camps de réfugiés, et d'un manque de soutien international, qui ensemble créent un climat de désespoir collectif.
Le concept de nécropolitique a aussi trouvé sa place dans la culture populaire, comme illustré dans la série américaine « Queen Sugar », créée par Oprah Winfrey et Ava DuVernay. Dans l'épisode 3 de la saison 2, le concept est abordé à travers un débat sur le racisme et la politique d'incarcération massive des hommes noirs aux États-Unis, soulignant ainsi l'influence et la pertinence du concept de nécropolitique au-delà des sphères académiques.

## Inclusion queer et trans
Jasbir Puar a introduit le terme de nécropolitique queer pour analyser la réaction de la communauté queer après le 11 septembre, en se focalisant sur les problématiques d'islamophobie et d'exclusion des personnes queer de couleur. Cette approche met en lumière la marginalisation et la vulnérabilité sociales, politiques et littérales de ces communautés au sein de l'espace queer plus large.
L'approche de Puar est complétée par les théories de Judith Butler sur la "vie endeuillée", soulignant les limites du biopouvoir de Foucault en ce qui concerne les populations moins valorisées socialement, notamment les personnes queer de couleur. Butler met en avant l'idée que les deuils publics sont souvent réservés aux vies jugées dignes par ceux qui détiennent le pouvoir.
La nécropolitique queer est explorée en profondeur dans une anthologie publiée par Routledge, mettant en évidence son importance dans les études contemporaines sur les minorités et les droits humains . Parallèlement, l'œuvre de C. Riley Snorton et Jin Haritaworn, "Trans Necropolitics", examine la situation des personnes trans de couleur, souvent confrontées à des stratégies politiques violentes et à une négligence sociale systématique, révélant les lacunes de la société dans la protection et le soin de ces individus.